# Cuestión lingüística en Bélgica
La cuestión lingüística en Bélgica, también llamada conflicto flamenco-valón es el término utilizado para describir la disputa entre los habitantes neerlandófonos y francófonos del Reino de los Belgas, que se ha prolongado desde el siglo XIX. Este problema lingüístico belga que aún pervive en la actualidad, entre las comunidades neerlandófonas y francófonas, tiene raíces asentadas desde antes de la primera Constitución de Bélgica. Bélgica se caracteriza por una fuerte cuestión comunitaria ligada a tales tensiones lingüísticas y culturales, pero también sociales, económicas e ideológicas. Los belgas de habla neerlandesa se concentran en gran medida en Flandes y se denominan flamencos, aunque los relativamente pocos neerlandófonos que viven en la región oficialmente bilingüe de Bruselas-Capital se consideran sólo parcialmente flamencos. Más de las tres cuartas partes de los belgas francófonos viven en la Región Valona (siendo ellos los únicos que se denominan valones), pero también son la gran mayoría en la Región bilingüe de Bruselas-Capital y también predominan en seis municipios limítrofes con la Región de Bruselas y pertenecientes a Flandes, tras las grandes afluencias al interior de Bruselas en las últimas décadas.
En el siglo XIX, la única lengua oficial reconocida por Bélgica era el francés, que entonces era hablado por una minoría acomodada de la población; en Flandes, la mayoría de la población hablaba dialectos neerlandeses (flamenco, brabantino, limburgués), y en Valonia los patois valón y picardo. Mientras que Valonia se convirtió gradualmente en francófona, al igual que Bruselas, no fue así en Flandes, donde el movimiento flamenco exigió la incorporación del neerlandés como lengua nacional de Bélgica. Como respuesta, surgió el movimiento valón, que pretendía mantener la posición dominante de la lengua francesa al tiempo que afirmaba su originalidad en relación con Francia (el francés belga). 
En el siglo XX, la cuestión comunitaria adquiere mayor importancia en Bélgica y también se hace más compleja, sobre todo con la anexión de los cantones orientales de habla alemana en 1919, el auge del nacionalismo flamenco, las tensiones en torno a Bruselas (ciudad predominantemente francófona en una región predominantemente flamenca), el auge de las reivindicaciones federalistas del movimiento valón y el declive económico de Valonia. Varios acontecimientos políticos, como la cuestión real y la huelga general del invierno de 1960-1961, estuvieron marcados por una fuerte disparidad comunitaria y contribuyeron al aumento de los sentimientos regionalistas.
En la década de 1970, tras el asunto de Lovaina y bajo la presión de las corrientes y partidos regionalistas, se inició una serie de reformas del Estado que pondrían fin a la Bélgica unitaria y sentarían las bases de una Bélgica federal. Bélgica ha tenido numerosas reformas del Estado, la última de ellas en 2014. La década de 1970 fue también un periodo en el que los distintos partidos belgas empezaron a dividirse entre sus alas francófonas y flamencas, hasta el punto de que en la actualidad apenas hay partidos nacionales en Bélgica.
Las tensiones comunitarias dieron a Bélgica su actual estructura institucional federal. El país está dividido en tres comunidades culturales y lingüísticas (francesa, flamenca y germanófona) y tres regiones socioeconómicas (valona, flamenca y bruselense). Las tensiones comunitarias siguen estando muy presentes en Bélgica en la actualidad, sobre todo con la presencia de un nacionalismo flamenco muy fuerte que reclama el establecimiento de un confederalismo belga o incluso la independencia de la Región de Flandes, el auge de las reivindicaciones regionalistas en la comunidad germanófona, que reclama la creación de una Región y una provincia germanófona, así como las reivindicaciones socioeconómicas valonas cada vez más radicales.

## Políticas favorables al idioma francés

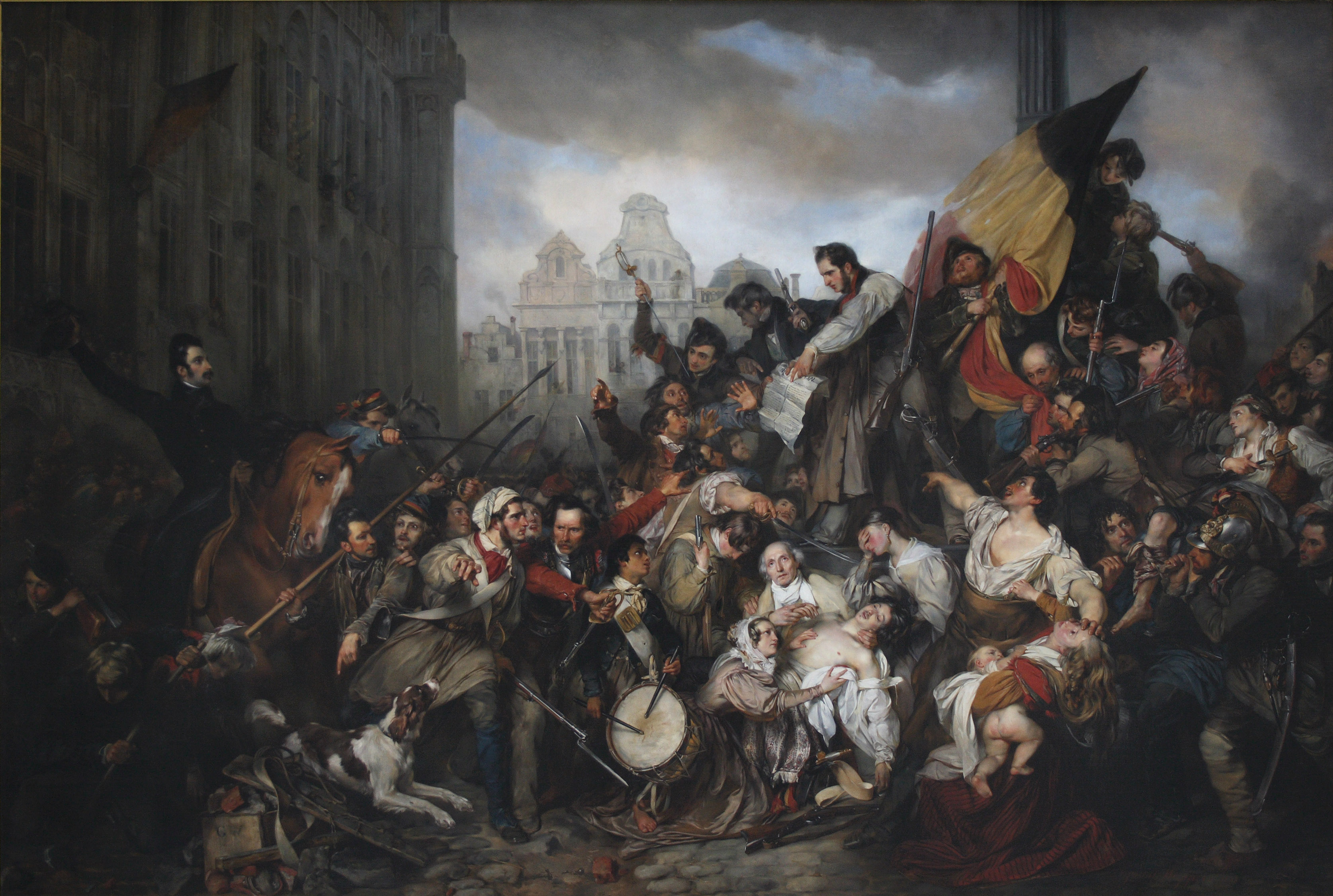
Episodio de la Revolución belga de 1830

Entre los años 1815 y 1830, todo el actual Estado Belga formaba parte del Reino Unido de los Países Bajos. El rey neerlandés Guillermo I tuvo que enfrentarse con una poderosa oposición por parte de diferentes estamentos sociales: los católicos estaban en desacuerdo con la injerencia del monarca en la religión y la inmensa mayoría de los francohablantes de ideas liberales y las clases burguesas se oponían a la postura lingüística del rey, a su gobierno despótico y a la escasa representatividad de su territorio en las milicias y en los organismos administrativos. El acuciado declive económico, que condujo a altas tasas de desempleados y a un aumento importante de la inflación del importe de los alimentos, provocó amplías revueltas que desencadenarían lo que a posteriori sería conocido como Revolución belga.
La disconformidad de las clases belgas estalló de manera exabrupta en agosto de 1830, durante la representación de la famosa opera «La Muette de Portici» (una exaltación de la lucha de los napolitanos contra los españoles por conseguir su emancipación). Tras las revueltas se estableció un Gobierno de carácter provisional que declaró a Bélgica como estado soberano.
La primera legislación lingüística de Bélgica, publicada como decreto el 16 de noviembre de 1830, por el comité central del gobierno provisional decía: 

Artículo 1: El boletín oficial de las leyes y actos del gobierno será publicado en francés.

La primera constitución belga -promulgada el 7 de febrero de 1831-  no establecía ninguna lengua oficial; no obstante su artículo 23 rezaba: 

...el uso de las lenguas usadas en Bélgica es facultativo; solamente la ley puede determinarlo, y únicamente con respecto a los actos de la autoridad pública y negocios judiciales

Dado que en la práctica el francés era la lengua utilizada por las clases dominantes, tanto flamencas como valonas, esto se tradujo en su uso exclusivo como lengua oficial. De hecho las 2 leyes que desarrollaron el artículo 23 de la constitución -promulgada la primera el 19 de septiembre de 1831 y la segunda, que la sustituyó, el 28 de febrero de 1845- anclaron el francés como lengua oficial. En los albores del estado belga, las clases elitistas flamencas no dudaron en atribuir al idioma francés exclusividad en su uso institucional, pues al histórico prestigio que esta lengua tenía, había que sumarle su empleo como diseminador de las ideas revolucionarias propias de la Europa de las luces. El neerlandés -que contaba con un 55-57 % de hablantes flamencos- era considerado una lengua primitiva e indigna por las mismas élites flamencas; viéndose, además, claramente desfavorecido por el clero católico, que lo percibía como un peligroso difusor de las ideas derivadas del protestantismo calvinista, cuyo arraigo en los Países Bajos les causaba temor.
También hay que tener en cuenta que en sus orígenes el neerlandés en Flandes, al no estar normalizado, se hallaba fuertemente dialectado, contando con gran cantidad de variaciones. Tal como es recogido en la exposición de motivos del Decreto del 16 de noviembre de 1830.

...considerando, por otra parte, que las lenguas flamenca y alemana, utilizadas por los habitantes de ciertas localidades, varían de una provincia a otra, y algunas veces de distrito en distrito, de manera que sería imposible publicar un texto oficial de las leyes y decretos en lengua neerlandesa o alemana.

Algo similar sucedía, por aquel entonces, en la parte valona de Bélgica, conviviendo mayoritariamente varios idiomas tradicionales -algunos de ellos, minoritariamente, aún perviven- como el valón, el picardo, el lorrain y el gaumais; pero dado la considerable similitud de dichas lenguas con el francés, se produjo un acrecentado cambio lingüístico.
En definitiva, quizás la mejor mención sobre el tema se recoge en el pensamiento del politólogo e historiador belga Xabier Mabille, quién en su libro "Historia política de Bélgica" cita textualmente: 

Una descripción válida desde un punto de vista sociológico de la situación lingüística en los años de la independencia de Bélgica debe ir más allá del marco restrictivo establecido por el primer censo electoral (1856). La población belga no estaba simplemente dividida en tres grupos de los cuales el más importante utilizaba más frecuentemente "el flamenco u holandés"(57 %), el segundo el "francés o valón"(42 %), y el tercero, otra lengua, sobre todo el alemán(1 %). Valdría mejor decir que una gran mayoría de la población, situada al norte de la vieja frontera lingüística hablaba principalmente "los flamencos" (entendiendo el término como las diferentes variantes dialectales del neerlandés); que la mayoría del resto hablaba principalmente los valones (englobando el término las diferentes lenguas muy próximas al francés normativo); y que en las dos regiones, pero sobre todo en el sur, una mayoría de la población hablaba también el francés. No era más que una minoría, alrededor del 10-15 %, que podríamos decir utilizaban sobre todo el francés. En su seno estaba en primer lugar la burguesía... y por lo demás, una parte de la clase media.

## Principio del reconocimiento oficial del idioma neerlandés

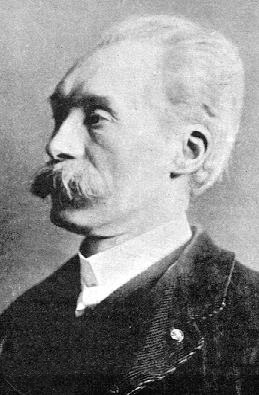
Julien de Vriendt.

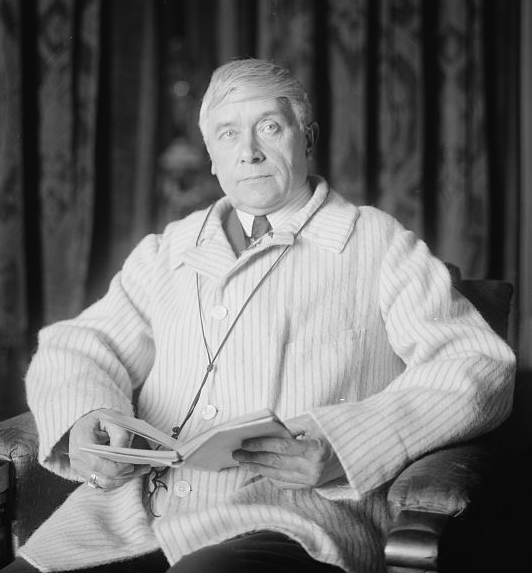
Maurice Maeterlinck.

El reconocimiento de los derechos lingüísticos de los neerlandófonos se comenzó a implementar a partir del último tercio del siglo XIX: en 1873 pudo emplearse el neerlandés en Flandes en el sistema judicial; a partir de 1878 se permitió su uso en el sistema administrativo público de la región flamenca; en 1883 en la educación secundaria; en 1886 se empezó a acuñar la moneda belga de manera bilingüe; en 1890 se establece mediante ley la obligatoriedad de acreditar el conocimiento de la lengua neerlandesa para ser nombrado funcionario público en las Administraciones situadas en la zona flamenca,; el 18 de abril de 1898 se aprueba (por 47 votos a favor, 39 en contra y 3 abstenciones) una ley, conocida como ley de Coremans-De Vriendt (dado que fue propuesta por los representantes flamencos Juliaan De Vriendt y Edward Coremans), que obliga a publicar los documentos oficiales también en lengua holandesa, sin embargo será necesario esperar hasta 1967 para disponer de una versión oficial de la Constitución en flamenco; a partir de 1899 se empezaron a imprimir los sellos en ambos idiomas; a partir de 1910 y la ley de 31 de julio de 1921 asentó el principio de utilización de ambas lenguas en la administración pública flamenca, de esta manera se acuerda el bilingüismo para las administraciones centrales y sus funcionarios, los cuales deben conocer las lenguas de la región en la cual desempeñan sus funciones: a partir de una petición del 20 % de los electores, las comunicaciones y avisos dirigidos al público debían hacerse en las dos lenguas de la región.
Aún quedaba pendiente que la lengua neerlandesa tuviera cabida en la universidad: las cuatro universidades del país impartían sus clases en lengua francesa y hasta la invasión alemana de Bélgica, durante la Primera Guerra Mundial, no fue posible instruirse en neerlandés. Los invasores alemanes lo permitieron en la universidad de Gante, pero solo a partir de 1930, un siglo después de la creación de Bélgica, fue cuando la universidad flamenca de Gante enseñara definitivamente en neerlandés y no en francés. El movimiento nacionalista flamenco, consciente de la importancia de tener una élite intelectual, pidió la instrucción en neerlandés en dicha universidad, pero la clase alta flamenca, fuertemente francófona, de la ciudad se opuso argumentando el subdesarrollo de la lengua flamenca y la falta de libros científicos en neerlandés. Quizá el flamenco francófono más destacado, que se opuso ferozmente fue Maurice Maeterlinck (premio Nobel de Literatura en 1911).

## La actual frontera lingüística
Entre el 2 de marzo y el 21 de marzo de 1932 se aprobó en el parlamento bicameral una mutable frontera lingüística, en donde se definía una fragmentada Bélgica: una de habla neerlandesa y otra francesa, con el acuerdo de la mayoría de los diputados de Valonia. Los valones no quisieron aceptar el bilingüismo en la totalidad del Estado belga -del cual los flamencos eran partidarios-, pues temían que en un estado bilingüe los flamencos estuvieran aventajados para poder ocupar puestos institucionales, al poseer sus vecinos del norte un mayor conocimiento de ambas lenguas.
Esta linde de lenguas dependía de un censo lingüístico que se realizaba aproximadamente cada quince años y dado que el crecimiento del francés se veía favorecido en cada censo, sobre todo en la periferia de Bruselas, los flamencos no tardaron en sentirse desconfiados de dicha ley -en 1961, 278 alcaldes flamencos se negaron a cumplir la ley y a realizar los censos de lenguas- y reividicaron la fijación definitiva de las fronteras lingüísticas basándose en el censo de 1947, que fue el último que se realizó en el estado. Estas exigencias flamencas coincidían con el declive de la industria valona de la década de los 60: hasta entonces la economía valona, basadas en una rica industria de carbón y acero, era de las más importantes de Europa (y por supuesto la primera con diferencia de Bélgica) contando de una amplia importación de mano de obra flamenca (e italiana, española, etc.), pero sus minas dejaron de ser rentables y su industria metalúrgica perdió competitividad; esto sucedió al mismo tiempo que la economía flamenca florecía enérgicamente (hasta entonces tan sólo poseía una economía básicamente agraria) debido, principalmente, a que las empresas estadounidenses se instalaron en el norte animadas por la cercanía al mar que les ofrecía el potencial puerto de Amberes, el segundo mayor puerto de Europa.
La ley del 8 de noviembre de 1962 estableció la invariabilidad de la frontera lingüística en Bélgica y la ley del 2 de agosto de 1963 estableció definitivamente las cuatro regiones actuales: la de los francófonos (en donde pasaron a formar parte 25 municipios flamencos que constaban de 87.000 habitantes) que incluye las cinco provincias valonas (el Brabante valón, Hainaut, Luxemburgo, Namur, y Lieja, salvo los municipios pertenecientes a la región de lengua alemana), la de los neerlandófonos (en donde pasaron a formar parte 25 municipios valones que constaban con 23.000 habitantes) que incluye las cinco provincias flamencas (Amberes, el Brabante flamenco, Flandes occidental, Flandes oriental y Limburgo), la de los germanófonos que incluye 9 municipios enclavados en la provincia de Lieja y la región bilingüe de Bruselas-capital, que comprende los 19 municipios del distrito administrativo de Bruselas-capital.
También se establecieron las denominada "facilidades lingüísticas", divididas en cuatro tipos: municipios periféricos de Bruselas, situados en la región de lengua neerlandesa, con facilidades para los francófonos; municipios de la frontera lingüística, situados en la región de lengua neerlandesa y también en la región de lengua francesa, con facilidades para los francófonos o neerlandófonos según los casos; municipios “malmediennes”, situados en la región de lengua francesa, con facilidades para los germanófonos; y municipios de la región de lengua alemana, con facilidades para los francófonos. En estas 10 circunscripciones (en Flandes: Bever, Mesen, Ronse, Spiere-Helkijn y Voeren; en Valonia: Enghien, Comines-Warneton, Mouscron y Flobecq; en la periferia de Bruselas-capital: Kraainem, Wezembeek-Oppem, Linkebeek, Wemmel, Drogenbos y Sint-Genesius-Rode) los habitantes pueden hacer uso de su lengua materna en la administración pública, así como asistir al sistema educativo en el idioma que deseen.
El consenso alcanzado para estas facilitaciones lingüísticas no fue fácil para su ciudadanía: en la periferia de Bruselas, los flamencos tuvieron que aceptar el francés en una ciudad que por historia consideraban suya; y los francófonos tuvieron que aceptar que la capital belga fuera oficialmente bilingüe (a pesar de contar con una muy minoritaria población neerlandófona), rodeada del monolíngüe Flandes y separada tan solo por 3,5 km de la monolingüe Valonia (a través de Sint-Genesius-Rode). Asimismo, los francófonos tuvieron que aceptar que los Fourons (Voeren en neerlandés), de mayoría de habla francesa, fueran transferidos a la provincia flamenca de Limburgo con facilidades lingüísticas. Con respecto a los Fourons es importante insistir en un incidente acaecido en 1986, en donde José Happart, alcalde elegido por un grupillo de 5 aldeas que constaban con 5.000 habitantes, donde más del 60% era francófona, fue obligado a dimitir por el consejo de estado por no hablar ni escribir en neerlandés.
La crisis más acuciante, que fue el preludio final de una inevitable modificación constitucional desde un modelo unitario a uno descentralizado, fue el que aconteció en la Universidad Católica de Lovaina (fundada en 1425 y que contó con alumnos de la talla de Erasmo, Jansenio, Vesalio, Désiré Félicien-François-Joseph Mercier y Gerardo Mercator) situada en la comunidad monolíngüe flamenca: se produjeron diversas manifestaciones por parte de los neerlandófonos, en todo Flandes, a favor del uso exclusivo del holandés en las clases y la exclusión del francés, lo que provocó la partición de la universidad en dos (la universidad francófona se trasladó a las afueras de Bruselas, de comunidad lingüística francesa). En Dixmude, Flandes, los estudiantes de enseñanza media se manifestaron para mostrar su solidaridad con los estudiantes neerlandófonos; en Ostende, unos 3.000 alumnos se manifestaron para apoyar a la sección flamenca de la universidad y exigiendo el traslado inmediato de los estudiantes francófonos a Valonia; y en Brujas, los estudiantes de las escuelas libres realizaron una huelga de no asistencia a clase. El conflicto fue tal, que entre la noche del 26-27 de enero de 1968, se produjeron 675 detenciones. Este episodio produjo diferencias muy profundas en el principal partido belga, el partido socialcristiano, que acabaron, poco después, con la escisión entre su facción flamenca (CVP) y francófona (PS francófono). Era la primera de las sucesivas separaciones que a partir de entonces afectaron a los partidos belgas de ámbito estatal.

## Los sucesivos cambios constitucionales: La descentralización del estado belga
Lo acontecido en 1968 en la Universidad de Lovaina -que produjo su división entre franceses y flamencos y su sección francesa trasladada fuera de Flandes- desencadenó finalmente la descentralización del Estado belga. En 1970, el primer ministro Gaston Eyskens afirmó ante el Parlamento belga, en un discurso que hoy puede ser calificado como histórico, que: 

... el Estado unitario con su estructura y funcionamiento, tal como son regulados actualmente por las leyes, ha sido superados por los hechos

 La primera reforma constitucional de calado fue la de 1970. Antes se habían producido modificaciones en 1892 y 1921, relativas a la instauración del voto plural la primera, y del sufragio universal puro y simple la segunda, si bien tuvieron un considerable alcance político, no alteraban en absoluto los principios fundamentales. En la reforma de 1970 se crearon tres tipos de comunidades lingüísticas: las comunidades francesa, flamenca y alemana (denominadas entonces comunidades culturales); a las cuales se les otorgaron la competencia de educación. Se establece la creación de los Consejos Culturales y se ordena la publicación bilingüe (francés-flamenco) del texto constitucional, teniendo ambos igual fuerza legal.
Estas divisiones lingüísticas quedan reflejadas en el Parlamento nacional. Según la ley de 3 de julio de 1971, el reparto de los parlamentarios se hizo entre los dos grupos lingüísticos mayoritarios. Pertenecen al grupo lingüístico francés los diputados y senadores elegidos en las regiones de lengua francesa y alemana y los elegidos en la circunscripción de Bruselas que presten juramento en francés o alemán. Y formarán parte del grupo lingüístico neerlandés los diputados y senadores elegidos en la región de lengua neerlandesa y los elegidos en Bruselas que presten juramento en neerlandés. En 1980, se institucionalizaron además tres Regiones (Flandes, Valonia y Bruselas Capital). No obstante la región de Flandes y la comunidad lingüística neerlandófona se fusionaron, estableciéndose la capitalidad en la región de Bruselas-capital el 6 de marzo de 1984 (contradiciendo al consejo de estado, que decía que una región no podía establecer su capitalidad en otra región). Y, en 1993 Bélgica se transformó en un Estado federal compuesto por dos tipos de entidades federadas: las Regiones (a las cuales se les amplía ligeramente las competencias) y las Comunidades. Ambas colectividades políticas poseen una asamblea o consejo, órgano legislativo elegido directamente por sufragio universal directo, y un gobierno, órgano ejecutivo. Se dividió la provincia de Brabante -auténtico núcleo de Bélgica- en dos provincias nuevas, una francófona que se adscribe a Valonia y otra neerlandófona que se adscribe a Flandes.

## Actualidad
En los últimos años el conflicto belga ha perdurado de manera intensa, tras la modificación de la constitución en 2001, llegó la del 29 de marzo de 2012. Esta revisión llegó tras un arduo proceso de negociaciones -de 14 horas- entre los representantes de 8 partidos belgas: cuatro partidos flamencos (el democristiano CD&V, el socialista SP.A, el liberal Open VLD y el verde Groen) y los cuatro francófonos (el socialista PS, el democristiano CDH, el liberal MR y el verde Écolo); esta modificación aseguró a Elio Di Rupo -que había conseguido ocupar el cargo ejecutivo en diciembre de 2012 después de 541 días, en el que el país careció de ejecutivo, siendo el estado que más tiempo ha estado sin gobierno- como primer ministro, cargo que un valón no alcanzaba desde 1974. En esta ocasión el cambio constitucional versaba sobre la compleja situación de Bruselas-Halle-Vilvoorde, el único distrito electoral y judicial, a caballo entre las dos regiones de Bélgica, compuesto por 19 municipios de la región de Bruselas-Capital (bilingües) y 35 que se encuentran en Flandes (entre ellos 6 municipios flamencos con facilidades lingüísticas -Drogenbos, Linkebeek, Sint Genesius-Rode, Wemmel, Kraainem y Wezembeek-Oppem- para unos 150.000 francófonos que podían votar por candidatos de la bilingüe región de Bruselas-capital y disfrutar tanto del sistema judicial como del educativo en su lengua materna).
Este distrito provocó la caída de Yves Leterme en abril de 2010 e impidió una formación gobernante en el país. Finalmente se decidió que los electores de estos municipios podrían elegir entre votar a listas locales o de Bruselas (hasta entonces podían votar a ambos) pero el distrito no se escindirá para las complicadas elecciones al Senado belga. Además, los francófonos de la periferia flamenca de Bruselas seguirán teniendo acceso a la justicia en su lengua.